# مالتريث (أنغلزي)
مالتريث (بالإنجليزية: Malltraeth)‏ هي قرية تقع في المملكة المتحدة في ويلز.